# Рита Фалтојано
Рита Фалтојано (мађ. Rita Faltoyano), рођена као Рита Гач (мађ. Rita Gács; Дебрецин, 5. августа 1978) бивша је мађарска порнографска глумица.

## Младост
Одрасла је на фарми у близини Будимпеште са својим кумовима. Тамо је научила да јаше коње и да се такмичи у томе. Поред титуле јахачког шампиона, бави се гимнастиком и пливањем. Ритина мајка била је Мис Мађарске 1974. године, а отац бивши европски и олимпијски шампион у ватерполу. Са 16 година родитељи су почели да је гурају у изборе за мис.

## Каријера
Њен први порнографски филм био је са Пјером Вудменом (Pierre Woodman), No Sun, No Fun и прва сцена коју је извела била је са 3 мушкарца, анална и двострука пенетрација.
Године 2004, Рита је, заједно са неколико порно глумаца, била протерана из Мексика. Они су били у посети за први Фестивал еротике у Мексику (шп. Festival Erótico de México), али су оптужени од стране имиграционих власти да наступају у профитне сврхе, упркос томе што су дошли туристички.
Рита је једном била у вези са порно глумцем Рамоном Номаром (Ramon Nomar), а у браку је била са (исто порнографским) глумцем Томијем Ганом (Tommy Gunn) од 2005. до 2008. године.

## Награде
- 2002  – Најбоља споредна глумица – Fausto[8]
- 2003  – Женски страни извођач године[9]
- 2004  – Најбоља глумица (за Мађарску)[10]

## Филмографија

### као глумица
-{
- Assman 15 (2000)
- Big Natural Tits 1 (2000)
- Così come vuole lei (2000)
- Erica (2000)
- Fiesta (2000)
- Hot Babes In Heat (2000)
- Hustler XXX 2 (2000)
- No Sun No Fun (2000)
- Up Your Ass 14 (2000)
- Ass Angels 2 (2001)
- Barely Legal 17 (2001)
- Big Natural Tits 3 (2001)
- Black Lace and White Lies (2001)
- Christoph's Beautiful Girls 1 (2001)
- Christoph's Best Big Natural Breasts (2001)
- Cream of the Crop (2001)
- Die Traum-Agentur (2001)
- Emerald Rain (2001)
- Euro Angels Hardball 12: Multitude Of Sins (2001)
- Fresh Meat 12 (2001)
- Golden Girls 1 (2001)
- Hey Babe Nice Tits (2001)
- Katia's Dreams (2001)
- Kiss 'n Tell (2001)
- Lilith (2001)
- Matador 12: Avalanche 2 (2001)
- Natural Wonders of the World 15 (2001)
- Pickup Babes 2 (2001)
- Pickup Lines 64 (2001)
- Pirate Deluxe 14: Splendor Of Hell (2001)
- Private Black Label 20: Brides And Bitches (2001)
- Private Reality 2: Pure Pleasure (2001)
- Private Reality 4: Just Do it to Me (2001)
- Private XXX 13: Sexual Heat (2001)
- Queen of the Road 1 (2001)
- Queen of the Road 2 (2001)
- Rocco's Reverse Gang Bang 1 (2001)
- Rocco's True Anal Stories 15 (2001)
- Routardes en chaleur (2001)
- Sandy Does Hardcore (2001)
- Savage Passions (2001)
- Schiava dei Sensi (2001)
- Sex and Sun in Cannes (2001)
- Sex Meat (2001)
- Video Adventures of Peeping Tom 32 (2001)
- Voyeur 20 (2001)
- Wasteland (2001)
- Winner Takes All (2001)
- 110% Natural 3 (2002)
- Anal Porn Party (2002)
- Assman 21 (2002)
- Big Member (2002)
- Big Natural Tits 5 (2002)
- Busty Fuckers (2002)
- Color Sex (2002)
- Enjoy 1 (2002)
- EXXXplosion (2002)
- Faust: The Power of Sex (2002)
- Giochi di Rita (2002)
- Hip Hop SexNonStop (2002)
- Hip Hop SexNonStop 2 (2002)
- Hot Showers 2 (2002)
- Journal de Pauline (2002)
- Maruzzella (2002)
- Matador 15: Sex Tapes (2002)
- Melanie's School Of Sex (2002)
- Natural Wonders of the World 21 (2002)
- Nosferatu (2002)
- Pleasure Island (2002)
- Precious Pink 4 (2002)
- Private Castings X 35 (2002)
- Private Gladiator 1 (2002)
- Private Gladiator 2: In The City Of Lust (2002)
- Private Gladiator 3: The Sexual Conquest (2002)
- Private Life of Claudia Ricci (2002)
- Private Reality 11: Singularity (2002)
- Private Reality 12: Dangerous Girls (2002)
- Private Reality 5: Click Here To Enter (2002)
- Private Xtreme 5: Anal Agency (2002)
- Who Wants to Fuck a Millionaire (2002)
- Anal Expo 1 (2003)
- Angelmania 4 (2003)
- Anything You Want (2003)
- Big Natural Tits 7 (2003)
- Cleopatra 1 (2003)
- Contacts (2003)
- Cum Dumpsters 2 (2003)
- Decadent Love (2003)
- Fallen Angels (2003)
- Hustler Casting Couch 2 (2003)
- Intimate Treasures (2003)
- Liar (2003)
- Live Show 2 (2003)
- Measure For Measure (2003)
- Memoirs of a Foot Fetishist (2003)
- Mr. Orange (2003)
- North Pole 38 (2003)
- Pirate Fetish Machine 11: Fetish Recall (2003)
- Pleasures Of The Flesh 2 (2003)
- Private Cafe 2 (2003)
- Private Life of Dora Venter (2003)
- Private Life of Rita Faltoyano (2003)
- Private Reality 13: Explosive Women (2003)
- Private Reality 14: Girls of Desire (2003)
- Private Reality 15: Never Say No (2003)
- Private Reality 19: Beds of Sin (2003)
- Reality Porn Series 1 (2003)
- Rock Hard (2003)
- Seduced and Abandoned (2003)
- Show Must Go On (2003)
- Sodomania 42 (2003)
- Start Me Up (2003)
- Three for All 3 (2003)
- Ultimate Hardcore Collection (2003)
- Young Girls in Lust 1 (2003)
- Anal Brat (2004)
- Anal Strike (2004)
- Apprentass 1 (2004)
- Ass Angels 2 (2004)
- Ass Obsessed 2 (2004)
- Assault That Ass 4 (2004)
- Big Boobs in Prague (2004)
- Big Natural Breasts 3 (2004)
- Control 1 (2004)
- Cream Pie Initiations 1 (2004)
- Cum Beggars 1 (2004)
- Escape from the Past (2004)
- Fino a Farmi Male (2004)
- Fuck My Ass -n- Make Me Cum 1 (2004)
- Girls Of Amateur Pages 2 (2004)
- Hellcats 3 (2004)
- Jack's Playground 12 (2004)
- Lipstick and Lingerie 1 (2004)
- Photographic Mammaries 2 (2004)
- Private Story Of Mia Stone (2004)
- Robbery (2004)
- Wet Dreams Cum True 2 (2004)
- 12 Nasty Girls Masturbating 4 (2005)
- 3's Cumpany 1 (2005)
- Absolute Ass 4 (2005)
- Adventures of Pierre Woodman 6: The Later Years (2005)
- Anal Addicts 19 (2005)
- Anal Excursions 2 (2005)
- Anal Prostitutes On Video 3 (2005)
- Anal Trainer 9 (2005)
- Apprentass 3 (2005)
- Ass Breeder 2 (2005)
- Best of Private: Best Curves (2005)
- Big and Bouncy 1 (2005)
- Big Tit Patrol 2 (2005)
- Brunettes Deluxxxe (2005)
- Butter Bags 1 (2005)
- Camp Cuddly Pines Power Tool Massacre (2005)
- Chasing The Big Ones 26 (2005)
- Cum In My Ass Not In My Mouth 4 (2005)
- Cum Swappers 3 (2005)
- Cumstains 6 (2005)
- Deep Throat This 27 (2005)
- Dementia 3 (2005)
- Deviant Tits (2005)
- Double D Divas (2005)
- Drive Thru 3 (2005)
- End Game (2005)
- Fresh Jugs 2 (2005)
- Fresh Pussy 1 (2005)
- Fuck My Ass -n- Make Me Cum 5 (2005)
- Gag Me Then Fuck Me 1 (2005)
- Gag On This (2005)
- Gaper Maker 4 (2005)
- Goo 4 Two 1 (2005)
- Hungarian Cocksuckers (2005)
- Hustler Centerfolds 5 (2005)
- Jack's My First Porn 2 (2005)
- Jack's Playground 30 (2005)
- Katsumi's Dirty Deeds (2005)
- Kinky Sex (2005)
- Kiss My Ass (2005)
- Lewd Conduct 24 (2005)
- Mind Fuck (2005)
- My Plaything: Rita Faltoyano (2005)
- Off The Rack 1 (2005)
- Only in America (2005)
- Outnumbered 3 (2005)
- P.O. Verted 3 (2005)
- Peter North's POV 8 (2005)
- Phoenix (2005)
- Pleasure 1 (2005)
- Pole Position 3 (2005)
- Posh Kitten (2005)
- POV Fantasy 1 (2005)
- Pussy Foot'n 13 (2005)
- Rapture (2005)
- Real Racks 1 (2005)
- Rita Faltoyano (2005)
- Sex and Revenge 2 (2005)
- Sex Trek: Where No Man Has Cum Before (2005)
- She Swallows (2005)
- Size Queens 2 (2005)
- Ski Bitch (2005)
- Slick Chicks Black Dicks (2005)
- Sold (2005)
- Strap-On Toyz (2005)
- Super Naturals 2 (2005)
- Swallow Me POV 3 (2005)
- Top Guns 2 (2005)
- Touch of Pink (2005)
- University Of Austyn 1 (2005)
- Wetter The Better 2 (2005)
- What's A Girl Gotta Do (2005)
- Young And The Thirsty 2 (2005)
- 2 Girls for Every Guy 2 (2006)
- 2 on 1 25 (2006)
- Analholics (2006)
- Aperture (2006)
- Ass Fun 1 (2006)
- Big Natural Tits 1 (2006)
- Blown Away 2: I Can't Wait to Suck Your Cock (2006)
- Body Shots (2006)
- Busty Beauties: Tit Fucking Vixens (2006)
- Claudia's Holiday 2006 (2006)
- Cock Starved 2 (2006)
- Cravin' Anal (2006)
- Cumstains 7 (2006)
- Cumstains 8 (2006)
- Desires (2006)
- Dirrty 5 (2006)
- Double D Babes 2 (2006)
- Double Decker Sandwich 8 (2006)
- Evilution 2 (2006)
- Face Invaders 1 (2006)
- Filth And Fury 1 (2006)
- Filthy (2006)
- Get Naked 1 (2006)
- Grudge (2006)
- Gunned Down (2006)
- Hittin It Deep (2006)
- Housewife 1 on 1 5 (2006)
- I Love Rita (2006)
- Intimate Invitation 1 (2006)
- Krystal Therapy (2006)
- Lippstixxx And Dippstixxx (2006)
- Love is Blue (2006)
- Luscious Lady Lumps (2006)
- Male Is In The Czech (2006)
- Meet the Twins 3 (2006)
- Muff Bumpers 2 (2006)
- My Sister's Hot Friend 5 (2006)
- Nasty Universe 2 (2006)
- Naughty Office 3 (2006)
- Night Nurses (2006)
- Nina Hartley's Guide to Porn Stars Sex Secrets (2006)
- Obedience School (2006)
- Oral Antics 4 (2006)
- Party Girl (2006)
- Pink Paradise 1 (2006)
- Playing Dirty (2006)
- Porn Icon: Hershel Savage (2006)
- Pussy Party 15 (2006)
- Rita Faltoyano's Foot Tease (2006)
- Romantic Rectal Reaming 2 (2006)
- Rub My Muff 6 (2006)
- Rumor Had Em (2006)
- Sex Whisperer (2006)
- Sexpose' 1: Lexi Marie (2006)
- Sexpose' 2: Nikki Benz (2006)
- She's Got It 1 (2006)
- Slipping Into Darkness (2006)
- Soloerotica 7 (2006)
- Splash (2006)
- Strap-On Goddess (2006)
- Taboo: Fantasy Fetish (2006)
- Taboo: Love Hurts (2006)
- Take Turns On My Ass (2006)
- This Butt's 4 U 1 (2006)
- Up'r Class 4 (2006)
- Valentina (2006)
- A Capella (2007)
- Addicted to Boobs 3 (2007)
- Ass Parade 14 (2007)
- Best of Lewd Conduct (2007)
- Big Natural Titties 3 (2007)
- Blonde Confessions (2007)
- Body Worship (2007)
- Brat is Back (2007)
- Brat School (2007)
- Butt Licking Anal Whores 6 (2007)
- Double Penetration 4 (2007)
- Dripping Wet (III) (2007)
- Drunk Sex Orgy: Cunts and Cocktails (2007)
- Elite 2 (2007)
- Flesh Fantasy (2007)
- Home Schooled 5 (2007)
- Kink (2007)
- Leg Action 8 (2007)
- Lex On Blondes 2 (2007)
- Licensed to Blow 1 (2007)
- Lord of Asses 8 (2007)
- Lucky Lesbians 2 (2007)
- Luxury Lovers: Lesbian Edition (2007)
- Masturbation Mayhem 2 (2007)
- More Than A Handful 16 (2007)
- Natural Knockers 7 (2007)
- Nina Hartley's Guide to Foot Fun (2007)
- P.O. Verted 7 (2007)
- Pantyhose Whores 1 (2007)
- Slime Ballin' 2 (2007)
- This Butt's 4 U 3 (2007)
- World Cups (2007)
- 2 Chicks To Lick Your Dick 1 (2008)
- Apprentass 9 (2008)
- Born 2 Porn 1 (2008)
- Busted 1 (2008)
- Domination (2008)
- Fetish De Luxe (2008)
- Gag On This 26  (2008)
- Give Me Gape 4 (2008)
- I Was a Fetish Whore 1 (2008)
- Like Lovers Do (2008)
- Perfect Match (2008)
- POV Blowjobs 1 (2008)
- Private XXX 40: Dirty Sluts Fucking Hard (2008)
- Ride 'Em Girl (2008)
- Sweet Spot (2008)
- Top Ten (2008)
- Big Wet Butts 1 (2009)
- Blown Away 2 (2009)
- Cumstains 10 (2009)
- Fuck Face (II) (2009)
- Best Of Lord of Asses (2010)
- Big Boobs Power (2010)
- Butt Bang Bitches 1 (2010)
- Department S 3 (2010)
- MILF Thing 6 (2010)
- North Pole 78 (2010)
- Prime Cups 9 (2010)
- Seven Deadly Sins (2010)
- Tag Team That Ass (2011)
- Teen Cum Junkies 3 (2011)
- Anal Champions of the World (2012)
- Cal Vista Collection 2 (2012)
- Leave No Ass Unfucked (2012)
- Nursing Angels (2012)
- In Anal Sluts We Trust 7 (2013)

}-

### као режисерка
- (2003)

## Галерија фотографија
- са колегиницом
- са мужем и колегиницом
- са колегиницом